# Памятник И. Д. Санько (Орёл)
Памятник Ивану Дмитриевичу Санько — бюст героя-разведчика, водрузившего Победное Красное знамя на доме № 5 площади Мира в день освобождения города Орла от немецко-фашистских оккупантов.

## Описание
5 августа 1943 года, в день освобождения города, разведчики 1262-го стрелкового полка 380-й стрелковой дивизии Иван Санько и Василий Образцов водрузили Победное Красное знамя на доме № 11 по улице Московской (ныне дом № 5 на площади Мира). С инициативой увековечивания памяти героев выступила общественная организация «Общественный союз Орловской области». В апреле 1943 года накануне Курской битвы Иван Дмитриевич был зачислен в разведчики. За освобождение орловской земли был награждён орденом Красного Знамени. 
4 августа 2018 года в Орле накануне дня города на бульваре Победы состоялось открытие памятника И. Д. Санько. Напротив установлен памятник боевому товарищу — Василию Образцову. Бюсты установлены неподалёку от памятника генералу Александру Горбатову — командующему 3-й армией, в которой служили разведчики. Автор скульптурного изображения — московский ваятель Андрей Следков.
В апреле 1990 года решением Орловского городского Совета народных депутатов Ивану Дмитриевичу Санько было присвоено звание «Почётный гражданин города Орла».